# Веркіївська волость
Веркіївська волость — історична адміністративно-територіальна одиниця Ніжинського повіту Чернігівської губернії з центром у містечку Веркіївка.
Станом на 1885 рік складалася з 8 поселень, 8 сільських громад. Населення — 10690 осіб (5411 чоловічої статі та 5279 — жіночої), 1868 дворових господарства.
|                     | Площа, десятин | У тому числі орної, дес. |
| ------------------- | -------------- | ------------------------ |
| Сільських громад    | 11805          | 9575                     |
| Приватної власності | 11186          | 4260                     |
| Іншої власності     | 184            | 145                      |
| Загалом             | 23175          | 13980                    |

Основні поселення волості:
- Веркіївка — колишнє державне та власницьке містечко за 25 верст від повітового міста, 6346 осіб, 1283 двори, 2 православні церкви, єврейський молитовний будинок, 2 школи, 4 постоялих двори, 12 постоялих будинків, 13 лавок, паровий млин, крупорушка, винокурний завод, базари, щорічний ярмарок.
- Заньки — колишнє державне та власницьке село, 1405 осіб, 172 двори, православна церква, постоялий будинок, 4 вітряних млини.
- Мала Кошелівка — колишнє державне та власницьке село, 841 особа, 140 дворів, православна церква, 2 постоялих будинки.
- Черняхівка — колишнє державне та власницьке село, 1310 осіб, 233 двори, православна церква, постоялий двір, 2 постоялих будинки, 2 лавки, 3 вітряних млини.

1899 року у волості налічувалось 9 сільських громад, населення зросло до 14375 осіб (7310 чоловічої статі та 7065 — жіночої).